# 宇宙おてつだい☆やよいさん
『宇宙おてつだい☆やよいさん』（うちゅうおてつだいやよいさん）は、原作：藤浪智之、漫画：佐々木亮による日本の漫画作品。『コミックマスター』（ホビージャパン）に連載された。コミックス全1巻。

## あらすじ
宇宙おてつだい研修センターでの勉強を終え、地球に赴任したやよいさん。彼女の使命は、宇宙全体からエントロピーの増大を防ぐことである。赴任先の町の人々のおてつだいをすることで、エントロピーを減少させていくやよいさんであったが…。